# Башкиро-мещерякское войско

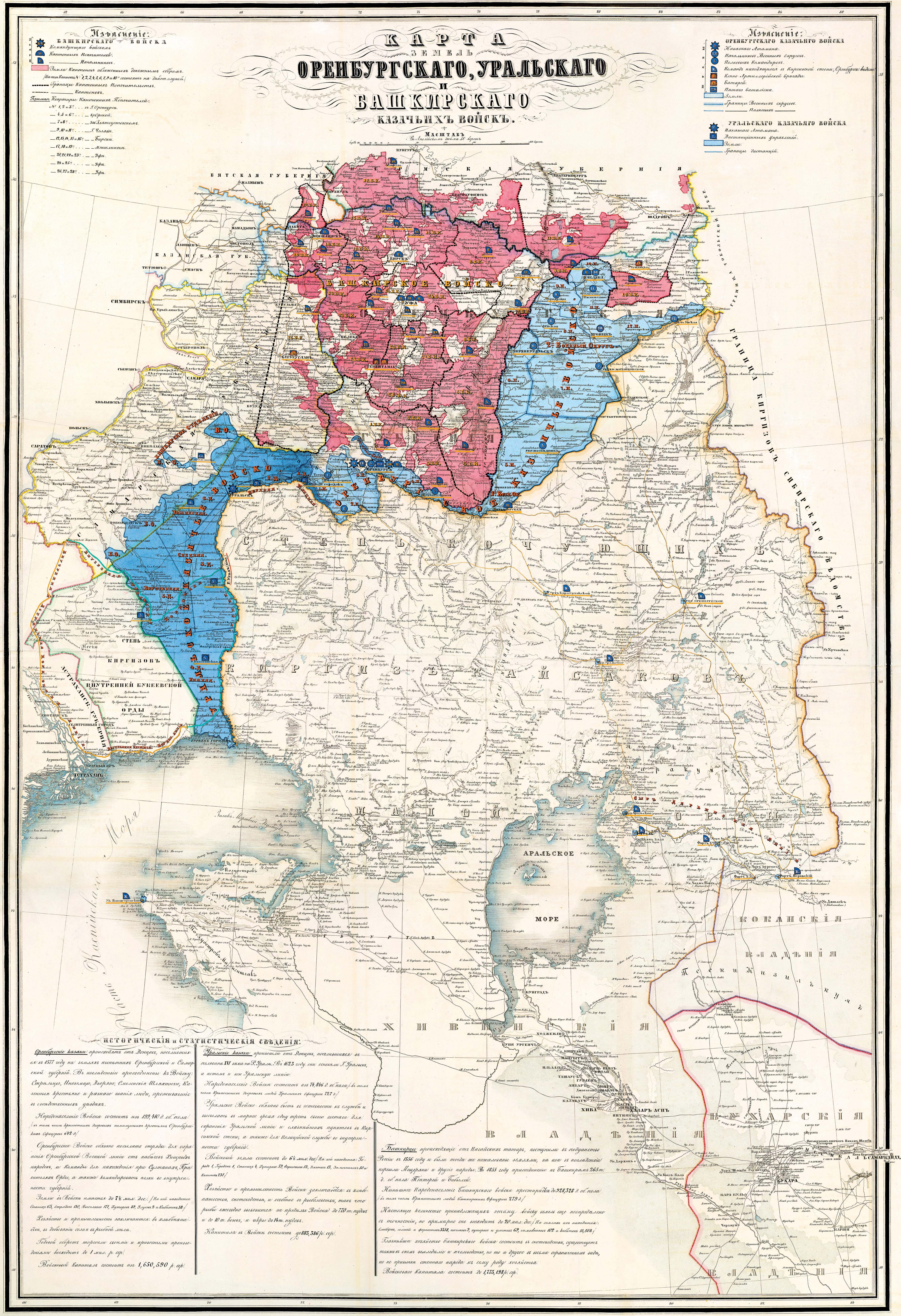
Карта земель Оренбургского, Уральского и Башкирского казачьих войск в 1858 году.

Башки́ро-мещеря́кское во́йско (с 1855 года — Башкирское войско; баш. Башҡорт-мишәр ғәскәре, тат. Башкорт-мишәр гаскәре) — иррегулярное формирование на территории Оренбургской губернии, составленное из Башкирского войска и Мещерякского войска, позднее также включившее в свой состав Тептярские полки указанных губерний.
В литературе встречается наименование — Башкирское и Мещеряцкое войско.

## История войска

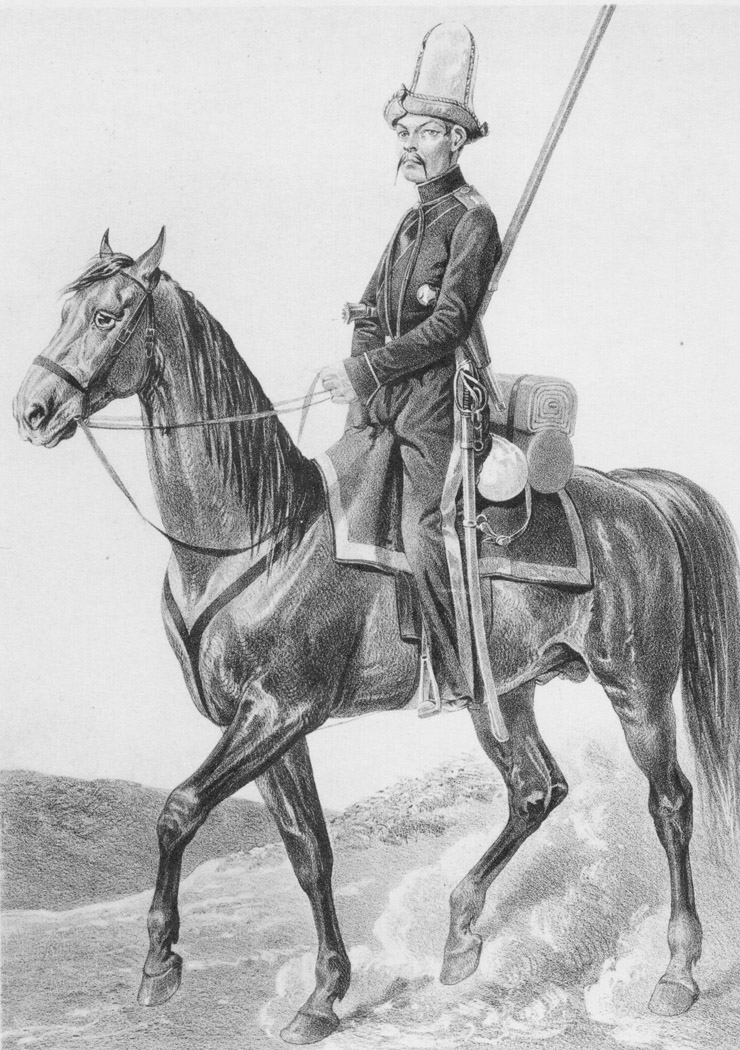
Казак башкирских кантонов. 1829—1838 гг.

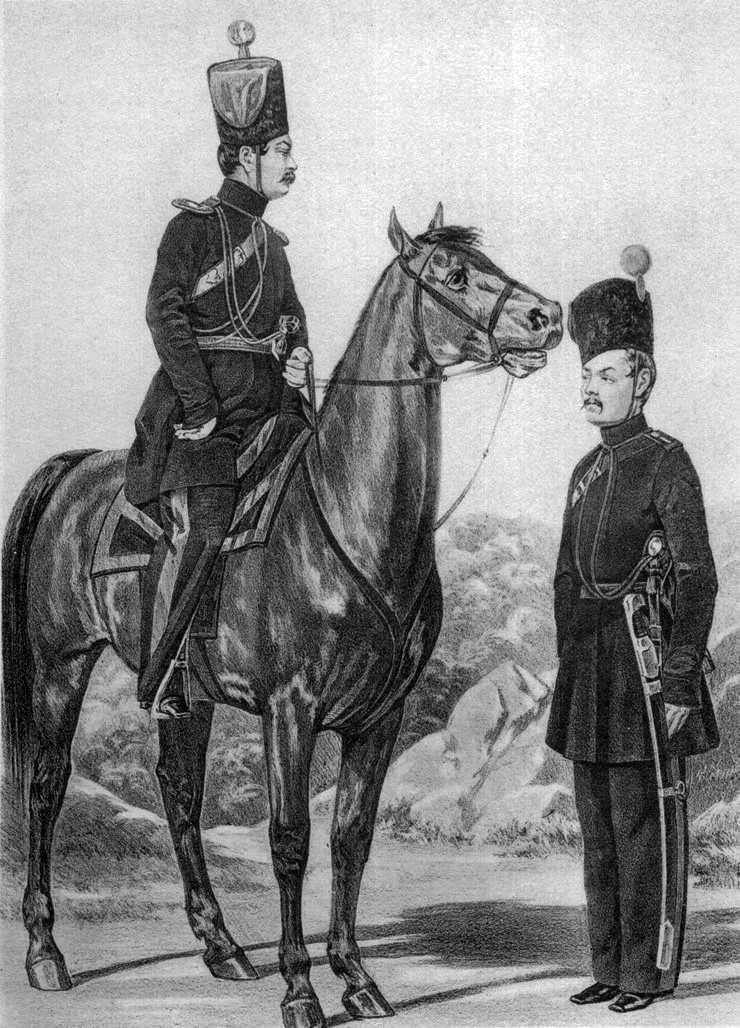
Обер-офицер и казак мишарских кантонов. 1845 г.

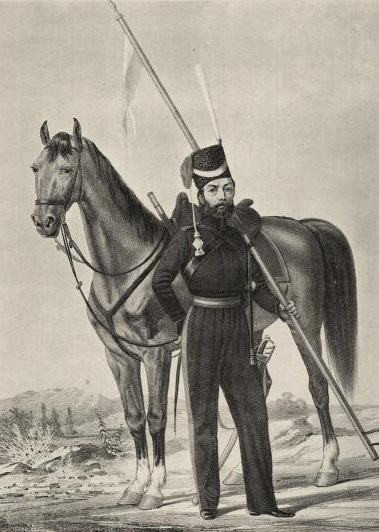
Рядовой Тептярских полков, 1819—1825.

Истоки войска относят к XV—XVI вв., когда Московское государство присоединило к себе Мещёру с населявшими её татарами-мишарями, которые стали составлять особое поместное войско. В Мещёре отождествлялось два, казалось бы, разных понятия «татары» и «казаки». Часть этих татар-казаков Иван IV переселил на Суру для охраны восточной окраины России, оставшихся переселили в Подонье. Известен наместник Курмышского уезда новокрещённый татарин Казаков — предок князей Шейсуповых. Под натиском христианизации многие мишари уходили на Урал.
Позже, когда башкиры вошли в состав Русского государства, они сохранили за собой право иметь вооружённые формирования. Достоверно известно об участии башкирских конных полков в сражениях на стороне России со времён Ливонской войны.
По указу от 10 (21) апреля 1798 года башкирское и мишарское население края было переведено в военно-служилое сословие и обязывалось нести пограничную службу на восточных рубежах России. В административном отношении были созданы кантоны, тем самым была окончательна введена Кантонная система управления в Башкортостане. Зауральские башкиры оказались в составе 2-го (Екатеринбургский и Шадринский уезды), 3-го (Троицкий уезд) и 4-го (Челябинский уезд) кантонов. 2-й кантон находился в Пермской, 3-й и 4-й — в Оренбургской губерниях.
В 1802—1803 гг. башкиры Шадринского уезда были выделены в самостоятельный 3-й кантон. В связи с этим изменились и порядковые номера кантонов. Бывший 3-й кантон (Троицкий уезд) стал 4-м, а бывший 4-й (Челябинский уезд) — 5-м. Территориально делилось на 16 кантонов, в том числе 11 башкирских и 5 мещерякских. Количество и нумерация кантонов за время существования несколько раз менялась (к 50-м годам XIX века было уже 28 башкирских кантонов). На службу призывались в возрасте от 20 до 50 лет, от 4-5 дворов поочередно выставлялся один человек.
Войско участвовало в Отечественной войне 1812 года и заграничных походах 1813—1814 гг. (28 башкирских полков), русско-турецкой войне 1828—1829 гг. (2 полка), Хивинском походе 1839—1840 гг., Кокандских походах 1852 и 1853 годов, Крымской войне 1853—1856 гг. (2 полка). За смелость при защите Балтийского побережья от англо-французских десантов личному составу 1‑го и 3‑го Башкирских полков войска была объявлена благодарность, а многим воинам вручены медали «В память войны 1853—1856 гг.»
Крупные изменения системы кантонного управления были предприняты в 30-х годах XIX века. До 1834 года Войско не имело ни войскового атамана, ни специальной канцелярии, а кантонное начальство подчинялось генерал-губернатору Оренбургского края. В августе 1834 года был определён первый командующий Башкиро-мещерякским войском — полковник С. Т. Циолковский. Из башкирского и мишарского населения края было образовано Башкиро-мещерякское войско, включавшее 17 кантонов. Последние были объединены в попечительства. Башкиры и мишари 2-го (Екатеринбургский и Красноуфимской уезды) и 3-го (Шадринский уезд) кантонов входили в первое, 4-го (Троицкий уезд) и 5-го (Челябинский уезд) — во второе попечительства с центрами соответственно в Красноуфимске и Челябинске.
Законом «О присоединении тептярей и бобылей к Башкиро-мещерякскому войску» от 22 февраля 1855 года тептярские полки, состоящие из тептярей и бобылей, были включены в кантонную систему Башкиро-мещерякского войска. Позднее название было изменено на Башкирское войско Законом «О именовании впредь Башкиро-мещерякскаго войска Башкирским войском. 31 октября 1855 года».
На 1860 год войско охватывало территорию:

Башкирское войско расположено во всех уездах Оренбургской губернии в уездах: Красноуфимском, Екатеринбургском, Шадринском и Осинском Пермской губернии; Елабужском и Сарапульском Вятской губернии; Бугульминском, Бузулукском и Бугурусланском Самарской губернии.— Вестник Императорского Русского Географического общества. XXIX ч. 1860. С-П.
Войско упразднено по высочайше утверждённому мнению Государственного совета «О передаче управления башкирами из военного в гражданское ведомство» от 2 июля 1865 года. Согласно «Положению о башкирах» от 14 мая 1863 года башкиры, мишари, тептяри и бобыли были переведены в гражданское ведомство.

## Комплектование войска
Правление Башкиро-мещерякского войска комплектовалось из армейских штаб‑офицеров, кантонное (в пунктах постоянной дислокации) и походное (линейное и экспедиционное) руководство — из башкир, мишарей и тептярей. А должностные лица Башкиро-мещерякского войска комплектовались из представителей башкирских и мишарских феодалов. Они назначались кантонными начальниками и утверждались генерал-губернатором.
Чины войска подразделялись на действительные, классные и зауряд-чины. Армейские (подпрапорщик, прапорщик, поручик, капитан, майор, подполковник, полковник, генерал-майор), казачьи (урядник, хорунжий, сотник, есаул, войсковой старшина), действительные и классные чины (от 14 до 12 класса) присваивались царём и военным министром за воинские или особые заслуги. К зауряд-чинам относились: зауряд-хорунжий, зауряд-сотник, зауряд-есаул, которые присваивались генерал-губернатором. Башкиро-мещерякское войско подчинялось генерал-губернатору Оренбургского края.
Во главе войска стоял командующий, имевший, согласно Высочайшим повелениям от 16 ноября 1850 г. и 2 августа 1853 г., права начальника дивизии; по штату ему полагался помощник на таких же правах, как у начальника штаба Оренбургского казачьего войска. Командующему подчинялась Канцелярия командующего Башкиро-мещерякским войском, которая сначала состояла из двух столоначальников, двух их помощников, письмоводителя, двух писарей, переводчика и пяти служителей. В 1840 году в связи с ростом числа неразобранных дел штат канцелярии был увеличен. В 1855—1863 гг. канцелярия находилась на временном штате: правитель канцелярии, четыре столоначальника и четыре их помощника, четверо старших писарей, четверо младших писарей, канцелярские служащие, а также архивариус и его помощник, казначей и его помощник, экзекутор, переводчик. Канцелярии войска подчинялись в делопроизводственном отношении попечители, стряпчие, кантонные начальники башкирских кантонов, имевшие собственный штат помощников, переводчиков, писарей. В разное время к канцелярии прикомандировывались чиновники и офицеры для исполнения особых поручений. Канцелярия содержалась за счёт войскового капитала.
В случае участия Башкирского войска в походах российской армии оно комплектовало пятисотенные полки, в которых по штатному расписанию предусматривался войсковой имам (полковой мулла). В командный состав башкирского казачьего полка входили 30 человек: командир полка, старшина, 5 есаулов, 5 сотников, 5 хорунжий, квартирмейстер, мулла, 1 — 2 писаря и 10 пятидесятников.
Для подготовки специалистов в Оренбургском Неплюевском кадетском корпусе предусматривалось 30 мест для детей офицеров войска.

## Служба

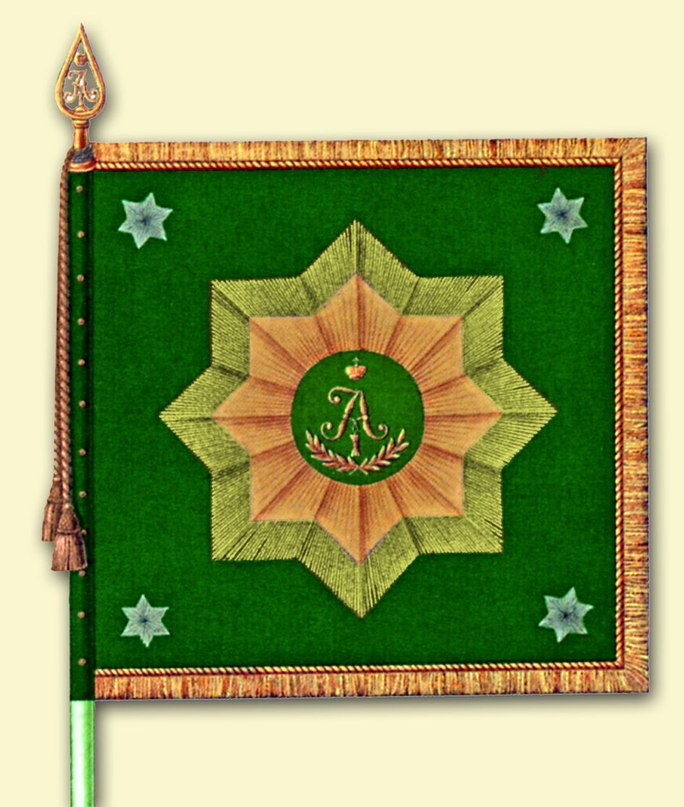
Знамя 9-го Башкирского кантона в 1805 году

Перед Отечественной войной 1812 года Оренбургская пограничная укреплённая линия проходила от реки Тобол до Каспийского моря и была разделена на пять дистанций: от Звериноголовской крепости до Верхнеуральска, от Верхнеуральска до Орской крепости, от Орской крепости до Оренбурга, от Оренбурга до Уральска, от Уральска до Гурьева городка. Связь между крепостями поддерживали небольшие промежуточные укрепления — редуты, перед пограничной укреплённой линией на расстоянии 2 — 7 верст друг от друга стояли укрепления для сторожевых отрядов — форпосты. Каждая крепость имела несколько застав. Между форпостами непрерывной линией тянулись заграждения из берёзовых или таловых прутьев. Такая пограничная пограничная служба башкир продолжалась почти триста лет, до 1840—1850 годов, когда с присоединением Казахстана к России границы империи отодвинулись далеко на юго-восток от Башкортостана. В 1798—1849 годах башкиры ежегодно выставляли на Оренбургскую пограничную линию 5,5 тысяч человек.
Охрану Оренбургской линии башкирское войско несло за свой счёт. Снабжение оружием, одеждой, лошадьми и съестными припасами воинов производилось в порядке «подмоги», которая оказывалась всеми башкирами. Общественная помощь оказывалась также хозяйствам командированных на службу.

## Военная форма

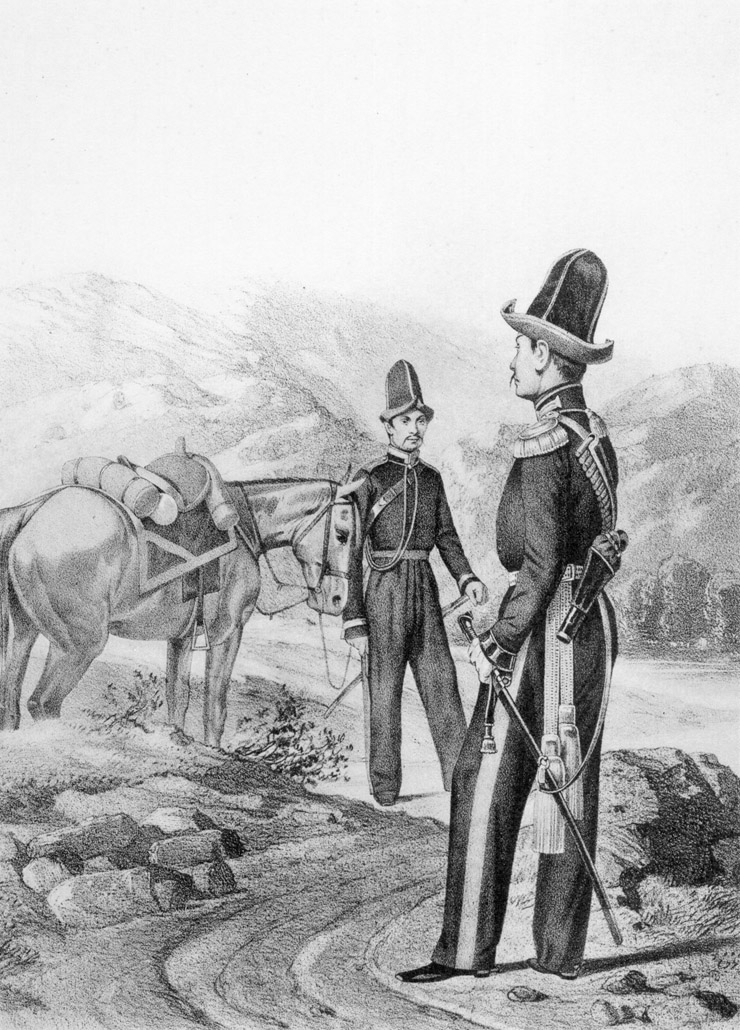
Урядник и штаб-офицер башкирских кантонов. 1838—1845 гг.

Какой-либо уставной формы одежды в Башкирских полках до 1829 года не было. Воины носили национальные боевые костюмы, на некоторых всадниках были кольчуги. Оружием служили пики, сабли азиатского типа, фитильные ружья с сошками. У пояса воин носил колчан со стрелами и налучье с луком. На вооружении в войске состояли пистолеты, сабли, луки, стрелы и 2-метровые пики.
Обмундирование служащих Башкирского войска включало шапки, синие суконные мундиры или куртки, светло-синие кушаки, синие шаровары с алыми лампасами и чёрные сапоги, а с 1844 года фуражки с синей тульёй и красным околышем с кокардой, чекмени, ремни и чёрные сапоги.
С 1846 года ношение формы стало обязательным только в случае командирования служащих к западным и южным границам империи.
В армейских казачьих войсках в результате реформ 1855 года казачьи генералы, штаб- и обер-офицеры Башкирского войска носили следующую форму одежды: полукафтан белый с синим бешметом остаётся, но на воротнике бешмета и по краю рукавов полукафтана, для означения чинов, нашит серебряный галун: у генералов широкий, у шт.-офицеров узкий, у об.-офицеров галунная нашивка остаётся какою была. Вместо эполет красные суконные погоны с галунами, по чинам. Эполеты и чекмень отменены.

## Кантоны и численность войска
В 1798—1803 гг. было 11 башкирских кантонов и 5 мещерякских кантонов. Башкирские кантоны территориально были расположены в следующих районах: 1-й в Пермском и Осинском уездах; 2-й — в Екатеринбургском и Шадринском уездах Пермской губернии; 3-й — в Троицком уезде, 4-й — в Челябинском, 5-й — в Бирском, 6-й — в Верхнеуральском, 7-й — в Уфимском, 8-й — в Стерлитамакском, 9-й — в Оренбургском, 10-й — в Бугульминском и 11-й — в Мензелинском уезде Оренбургской губернии.
В 1803 г. был образован ещё один башкирский кантон путём выделения в самостоятельную административную единицу башкир Шадринского уезда и их стало 12 (1-й — в Осинском и Пермском уездах, 2-й — в Екатеринбургском и Красноуфимском и 3-й — в Шадринском уездах Пермской губернии).

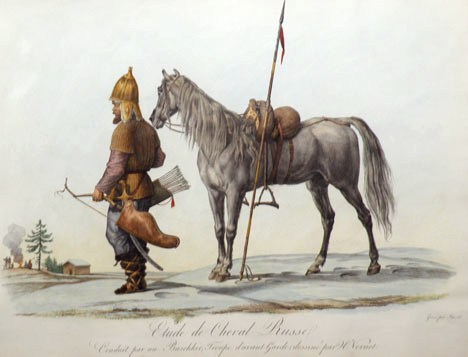
Башкир. Большая французская литография, выполненная Jazet (1788—1871) по рисунку Horace Vernet. Около 1840 года.

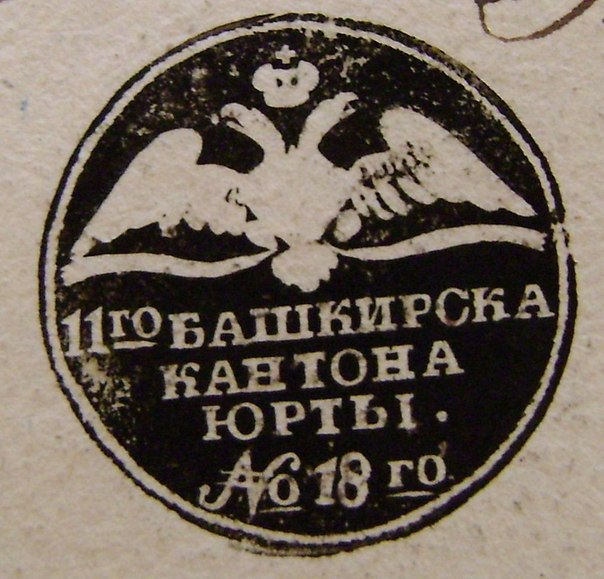
Печать 18-го юрта 11-го Башкирского кантона

В 1832 году 4-й кантон, расположенный в Троицком уезде, был подразделён на 2: 4-й Загорный и 4-й Западный. В Челябинском уезде находился 5-й; в Верхнеуральском — 6-й; в Уфимском — 7-й; в Стерлитамакском — 8-й; в Оренбургском — 9-й; в Бирском — 10-й; в Мензелинском, Елабужском, Сарапульском — 11-й; в Бугульминском и Белебеевском уездах — 12-й.
В 1847 году 4-й ... переименован в 5-й кантон.
Существующий до этого 5-й кантон соответственно получил порядковый номер 6, а 6-й становится 7-м, 7-й — 8-м и т. д. Таким образом, в 1832—1847 гг. в Башкиро-мещерякском войске были два кантона под одним и тем же номером; с 1847 по 1855 год башкиры имели 13, а мишари — 4 (в 1847 г. 5-й мишарский кантон, расположенный в Бугульминском уезде, был ликвидирован путём перечисления его жителей к соседним башкирским кантонам). В период с 1855 по 1863 год с присоединением к Башкирскому войску тептярей и бобылей количество кантонов доходило до 28.
В 1863—1865 гг. все 28 кантонов были сведены в 11 кантонов по уездному принципу. Поэтому кантоны имели и номера и уездное название: 1-й кантон назывался Оренбургским, 2-й — Верхнеуральским, 3-й — Троицким, 4-й — Челябинским, 5-й — Красноуфимским, 6-й — Бирским, 7-й — Мензелинским, 8-й — Бугурусланским, 9-й — Белебеевским, 10-й — Уфимским и 11-й — Стерлитамакским.
В 1856 году Башкирское войско было разделено на 28 кантонов.
В 1863—1865 гг. все 28 кантонов вновь были сведены в 11 кантонов по уездному принципу.
В 1850 году население Башкиро-мещерякского войска составило 546 тысяч башкир и мишарей, при этом башкиры составляли 83 % от их общего числа.
В 1855 году в состав Башкиро-мещерякского войска были включены 266 тысяч тептярей и бобылей. В 1858 году население войска составило 834 тысяч человек.
Численность населения в Башкиро-мещерякском войске по девятой ревизии:
| Губернии и земли                          | Уезды и округа                                              | № кантона                                 | Число жителей       | Число жителей       | Число жителей       |
| Губернии и земли                          | Уезды и округа                                              | № кантона                                 | муж. пола           | женск. пола         | обоего пола         |
| Башкирские кантоны:                       | Башкирские кантоны:                                         | Башкирские кантоны:                       | Башкирские кантоны: | Башкирские кантоны: | Башкирские кантоны: |
| ----------------------------------------- | ----------------------------------------------------------- | ----------------------------------------- | ------------------- | ------------------- | ------------------- |
| Пермская                                  | Осинский и Красноуфимский                                   | 1                                         | 9507                | 8516                | 18 023              |
| Пермская                                  | Красноуфимский и Екатеринбургский                           | 2                                         | 6884                | 6443                | 13 327              |
| Пермская                                  | Шадринский                                                  | 3                                         | 9695                | 8581                | 18 276              |
| Оренбургская                              | Троицкий и Верхнеуральский                                  | 4                                         | 5748                | 5748                | 11 512              |
| Оренбургская                              | Троицкий                                                    | 5                                         | 6224                | 5955                | 12 179              |
| Оренбургская                              | Челябинский                                                 | 6                                         | 19 837              | 17 453              | 37 290              |
| Оренбургская                              | Верхнеуральский и Оренбургский                              | 7                                         | 30 298              | 28 415              | 58 713              |
| Оренбургская                              | Стерлитамакский и Верхнеуральский                           | 8                                         | 24 248              | 23 542              | 47 790              |
| Оренбургская                              | Уфимский                                                    | 9                                         | 12 763              | 12 143              | 24 906              |
| Оренбургская и Самарская                  | Оренбургский, Стерлитамакский, Бугурусланский и Бузулукский | 10                                        | 45 997              | 44 218              | 90 213              |
| Оренбургская и Вятская                    | Бирский и Сарапульский                                      | 11                                        | 30 452              | 29 485              | 59 937              |
| Оренбургская и Вятская                    | Бирский и Сарапульский                                      | 12                                        | 27 350              | 27 053              | 54 403              |
| Оренбургская и часть Самарской            | Белебеевский и Бугульминский                                | 13                                        | 30 957              | 30 681              | 61 638              |
| Итого:                                    | Итого:                                                      | Итого:                                    | 259 976             | 248 233             | 508 209             |
|                                           |                                                             |                                           |                     |                     |                     |
| Мещерякские кантоны:                      |                                                             |                                           |                     |                     |                     |
| Оренбургская и Самарская                  | Стерлитамакский, Белебеевский и Бугурусланский              | 1                                         | 5150                | 5266                | 10 416              |
| Оренбургская                              | Уфимский и Бирский                                          | 2                                         | 16 969              | 16 612              | 33 590              |
| Оренбургская                              | Бирский                                                     | 3                                         | 13 060              | 12 591              | 25 651              |
| Оренбургская                              | Уфимский, Белебеевский и Мензелинский                       | 4                                         | 8648                | 8495                | 17 143              |
| Итого:                                    | Итого:                                                      | Итого:                                    | 43 827              | 42 973              | 86 800              |
| Всего в башкирских и мещерякских кантонах | Всего в башкирских и мещерякских кантонах                   | Всего в башкирских и мещерякских кантонах | 303 803             | 291 206             | 595 009             |

## Командующие войском

«Башкир», акварель Финарда Давида Ноэля Дьедонне. 1815 г.

- полковник, с 1838 года генерал-майор С. Т. Циолковский (4.12.1834—28.11.1840);
- подполковник, с 1843 года полковник Н. В. Балкашин (28.11.1840—2.4.1845);
- полковник, с 1846 года генерал-майор Г. В. Жуковский (1846—1848);
- полковник Н. П. Беклемишев (04.1849—20.12.1850);
- генерал-майор А. И. Середа (04.1851—30.10.1851);
- (врио) полковник граф И. А. Толстой (30.10.1851—04.1852);
- генерал-майор Н. В. Балкашин (25.12.1851—05.1853)
- (врио) подполковник А. А. Толмачёв (05.1853—02.1854);
- генерал-майор, с мая 1856 года генерал-лейтенант Н. В. Балкашин (02.1854—05.1858)
- (врио) полковник Х. Х. Рейтерн (05.1858—08.1859);
- (врио) полковник А. М. Синбирин (12.08.1859—01.02.1860);
- генерал-майор Н. К. Тетеревников (01.02.1860—04.1862);
- (врио) полковник А. П. Богуславский (05.1862—1864).